# خوسه آنتونیو رودریگس (بازیکن فوتبال مکزیکی)
خوسه آنتونیو رودریگس (اسپانیایی: José Antonio Rodríguez‎؛ زادهٔ ۴ ژوئیهٔ ۱۹۹۲) بازیکن فوتبال اهل مکزیک است.
از باشگاه‌هایی که در آن بازی کرده‌است می‌توان به باشگاه فوتبال گوادالاخارا اشاره کرد.
وی همچنین در تیم‌های ملی فوتبال زیر ۱۷ سال مکزیک, زیر ۲۰ سال مکزیک، و زیر ۲۳ سال مکزیک بازی کرده‌است.